# BNP Paribas Katowice Open 2014
Il BNP Paribas Katowice Open 2014 è stato un torneo di tennis giocato sulla cemento indoor. È stata la 2ª edizione del torneo, che fa parte della categoria International nell'ambito del WTA Tour 2014. Si è giocato a Katowice in Polonia dal 7 al 13 aprile 2014.

## Partecipanti

### Teste di serie
| Nazionalità | Giocatrice           | Ranking* | Testa di serie |
| ----------- | -------------------- | -------- | -------------- |
| Polonia     | Agnieszka Radwańska  | 3        | 1              |
| Italia      | Roberta Vinci        | 16       | 2              |
| Spagna      | Carla Suárez Navarro | 17       | 3              |
| Francia     | Alizé Cornet         | 23       | 4              |
| Rep. Ceca   | Klára Zakopalová     | 31       | 5              |
| Austria     | Yvonne Meusburger    | 37       | 6              |
| Slovacchia  | Magdaléna Rybáriková | 38       | 7              |
| Bulgaria    | Cvetana Pironkova    | 42       | 8              |

* Classifica al 31 marzo 2014.

### Altre partecipanti
Le seguenti giocatrici hanno ricevuto una Wild card per il tabellone principale:
- Alizé Cornet
- Magdalena Fręch
- Kristýna Plíšková

La seguente giocatrice ha ricevuto un invito come special exempt:
- Jovana Jakšić

Le seguenti giocatrici sono passate dalle qualificazioni:

- Claire Feuerstein
- Kristína Kučová
- Vera Duševina
- Ksenija Pervak

## Campionesse

### Singolare
Alizé Cornet ha sconfitto in finale  Camila Giorgi per 7–6(3), 5-7, 7-5.
- È il quarto titolo in carriera per la Cornet, il primo nel 2014.

### Doppio
Julija Bejhel'zymer /  Ol'ga Savčuk hanno sconfitto in finale  Klára Koukalová /  Monica Niculescu per 6-4, 5-7, [10-7].